# Pellenes lucidus
Pellenes lucidus är en spindelart som beskrevs av Logunov, Zamanpoore 2005. Pellenes lucidus ingår i släktet Pellenes och familjen hoppspindlar. Inga underarter finns listade i Catalogue of Life.